# Таргоне-Великі
Таргоне-Великі (пол. Targonie Wielkie) — село в Польщі, у гміні Завади Білостоцького повіту Підляського воєводства.
Населення — 213 осіб (2011).
У 1975-1998 роках село належало до Ломжинського воєводства.

## Демографія
Демографічна структура станом на 31 березня 2011 року:
|          | Загалом | Допрацездатний вік | Працездатний вік | Постпрацездатний вік |
| -------- | ------- | ------------------ | ---------------- | -------------------- |
| Чоловіки | 110     | 20                 | 71               | 19                   |
| Жінки    | 103     | 22                 | 57               | 24                   |
| Разом    | 213     | 42                 | 128              | 43                   |